# Acianthera atroglossa

Acianthera atroglossa é uma pequena espécie de orquídea (Orchidaceae) originária do Brasil, de Minas Gerais, antigamente subordinada ao gênero Pleurothallis.

## Publicação e sinônimos
- Acianthera atroglossa (Loefgr.) F.Barros & L.R.S.Guim., Neodiversity 5: 27 (2010).

Sinônimos homotípicos:
- Pleurothallis atroglossa Loefgr., Arch. Jard. Bot. Rio de Janeiro 2: 54 (1918).